# Provinciale weg 396
De provinciale weg 396 (N396) is een provinciale weg in de Nederlandse provincie Noord-Brabant. De weg loopt van Valkenswaard naar de A2 ter hoogte van Leende. Tot 2003 was de N396 onderdeel van de N634, waarvan het gedeelte tussen Leende en Heeze is overgedragen aan de gemeente.
De weg is uitgevoerd als tweestrooks-gebiedsontsluitingsweg, met buiten de bebouwde kom een maximumsnelheid van 80 km/h. Buiten de bebouwde kom is inhalen niet toegestaan. Binnen de gemeente Valkenswaard heet de weg Leenderweg, binnen de gemeente Heeze-Leende heet de weg Valkenswaardseweg. In 2013 is de ecoduct Leenderbos over de provinciale weg gebouwd.
N62 · N69 · N251 · N252 · N253 · N254 · N255 · N256/A256 · N257 · N258 · N260 · N261 · N262 · N263 · N264 · N266 · N267 · N268 · N269 · N270/A270 · N271 · N272 · N273 · N274 · N275 · N276 · N277 · N278 · N279 · N280 · N281 · N282 · N283 · N284 · N285 · N286 · N287 · N288 · N289 · N290 · N291 · N292 · N293 · N294 · N295 · N296 · N296n · N297 · N298 · N300 · N321 · N322 · N324 · N329 · N389 · N394 · N395 · N396 · N397

N556 · N562 · N564 · N570 · N572 · N590 · N595 · N598 · N601 · N602 · N605 · N607 · N612 · N613 · N615 · N616 · N617 · N618 · N620 · N622 · N625 · N629 · N631 · N632 · N637 · N638 · N639 · N640 · N641 · N651 · N652 · N653 · N654 · N655 · N656 · N658 · N659 · N660 · N661 · N662 · N663 · N664 · N665 · N666 · N667 · N668 · N669 · N670 · N671 · N673 · N674 · N675 · N676 · N682 · N683 · N686 · N689 · N690 · N831 · N843

Voormalige provinciale wegen: N299 · N551 · N552 · N553 · N554 · N555 · N560 · N561 · N563 · N565 · N566 · N567 · N568 · N571 · N574 · N580 · N581 · N582 · N583 · N584 · N585 · N586 · N587 · N588 · N589 · N591 · N592 · N593 · N594 · N596 · N597 · N603 · N604 · N606 · N608 · N610 · N611 · N614 · N619 · N621 · N623 · N624 · N626 · N628 · N630 · N634 · N642 · N657